# AS LIFE
『AS LIFE』（アズ・ライフ）は、ELISAの4枚目のスタジオ・アルバム。2014年6月25日にSME Recordsから発売された。

## 概要
本作は活動休止から復帰後、SME Records移籍後初のオリジナル・アルバム。オリジナル・アルバムとしては、前作『Lasei』から約3年4か月ぶりのリリースとなる。

## 制作
「AS LIFE」というタイトルについて、『「LIFE」という単語には「命」「生活」などいろいろな意味がありますけど、私にとって音楽は身近で大切なもので、今回のアルバムはELISA自身の一部として生み出せたと思っているんです。なので、手にとった皆さんの生活の一部にもなって欲しいという想いで「AS LIFE」と付けました。』と本人が語っている。

## リリース形態
CD+Blu-ray仕様の「初回生産限定盤A」(SECL-1523/4)、CD+DVD仕様の「初回生産限定盤B」(SECL-1525/6)、CDのみの「通常盤」(SECL-1527)の3タイプでの発売。初回特典として「各形態別絵柄 ELISAオリジナル・メッセージカード」を封入。更に「ELISA LIVE TOUR 2014 “AS LIFE” ミート&グリート招待(A賞)、直筆サイン入りポスタープレゼント(B賞)」応募ハガキが封入されている。

## 収録曲

### CD
1. prologue of AS LIFE (Instrumental)[1:01]
作曲：渡辺翔　編曲：大久保薫
2. REALISM[4:44]
作詞：ELISA　作曲：Mish-Mosh　編曲：大久保薫
『革命機ヴァルヴレイヴ』3代目EDテーマ
3. 笑顔のままで[4:00]
作詞：喜介　作曲：雅大　編曲：増田武史
4. ミレナリオ[4:55]
作詞：zopp　作曲：しほり　編曲：佐々木裕
『魔法科高校の劣等生』前期EDテーマ
5. Shiny Mist[4:14]
作詞・作曲：渡辺翔　編曲：前口渉
6. 瞬き[4:07]
作詞：あさのますみ　作曲：Astre Étoile　編曲：前口渉
7. そばにいるよ[4:10]
作詞：ELISA　作曲：しほり　編曲：大久保薫
『革命機ヴァルヴレイヴ』2代目EDテーマ
8. Awake[4:33]
作詞：六ツ見純代　作曲：渡辺翔　編曲：佐々木裕
9. Shout my heart [6:02]
作詞：zopp　作曲：柳田しゆ　編曲：大久保薫
10. Story of my love [6:30]
作詞：zopp
作曲：しほり・本田光史郎・Acky Lano・RegaSound
編曲：本田光史郎
11. 紙飛行機[4:34]
作詞：あさのますみ　作曲：木村秀彬　編曲：佐々木裕
12. LIFE[4:21]
作詞：Satomi　作曲：Yucco　編曲：大久保薫
テレビ東京『アニメマシテ』2014年6月度EDテーマ
13. in mind[4:45]
作詞：ELISA　作曲：渡辺翔　編曲：大久保薫
14. もののけ姫[3:35]
  - 作詞：宮崎駿　作曲：久石譲　編曲：大久保薫
  - 初回生産限定盤A/Bのみ収録

### Blu-ray/DVD
1. そばにいるよ (Music Video)
2. REALISM (Music Video)
3. ミレナリオ (Music Video)
4. LIFE (Music Video)
5. ニコニコチャンネル生放送(仮) Eリポート総集編!